# Getit
Getit, igličasta železova ruda, železov žametovec ali železova žametna ruda je železov oksidni mineral s kemijsko formulo α-FeO (OH). Ime je dobil po nemškemu polihistorju  Johannu Wolfgangu von Goetheju. Prvič so ga opisali leta 1806 v rudišču Mesabi v Minnesoti (ZDA). 
V naravi je zelo pogost in nastaja pri oksidaciji železovih mineralov ali neposredno kot biogena oborina v izvirih in barjih ter v morskih in jezerskih sedimentih. Njegovi najpogostejši spremljevalci so psilomelan, manganit, lepidokrokit, kalcit in kremen. Zelo redko se pojavlja tudi kot primarn mineral v nekaterih pegmatitih. Getit je bil dobro znan že v kameni dobi. Uporabljal se je kot barvni pigment, na primer za jamske poslikave v jamah Lascaux v Franciji.

## Sestava
Getit je železov oksihidroksid. Mineral kristalizira v ortorombskem kristalnem sistemu in tvori prizmatične igličaste kristale, običajno pa je masiven. Polimorfa getita sta feroksihit in lepidokrokit, ki imata enako kemijsko formulo, vendar drugačno kristalno strukturo in se zato obravnavata kot samostojna minerala. 

## Uporaba
Getit je pomembna železova ruda. V manjših količinah se uporablja tudi kot anorganski pigment. Z železom bogate lateritne zemlje, ki so nastale nad serpentinitnimi kamninami v tropih, se rudarijo kot železove rude ali rude drugih kovin.

## Nastanek
Getit je nastal kot primarni mineral v hidrotermalnih depozitih ali s preperevanjem drugih z železom bogatih mineralov, zato je pogosta sestavina zemlje. Nastal je tudi z obarjanjem iz podtalnice ali v drugih pogojih sedimentiranja.

## Razširjenost
Getit je razširjen po celem planetu, večinoma v obliki konkrecij, stalaktitskih formacij, oolitov ter ledvičastih in grozdičastih akumulacij. Pogosto se pojavlja v barjih in šotiščih, na tleh podzemskih jam in na dnu jezer in potokov. Na sulfidnih ležiščih tvori železni klobuk, ki nastane s preperevanjem železovih sulfidnih rud.
Velika nahajališča getita so v Angliji, Avstraliji, na Kubi  in v ZDA.
Nahajališča getita v Sloveniji so Jesenice, Litija, Mirna Peč in Žužemberk.